# André Boucourechliev
André Boucourechliev (Bukureszliew, ur. 28 lipca 1925 w Sofii, zm. 13 listopada 1997 w Paryżu) – kompozytor francuski pochodzenia bułgarskiego.

## Życiorys
Urodzony w Sofii, Bukureszliew studiował fortepian w tamtejszym konserwatorium. Następnie studiował w Paryżu, w École Normale de Musique, gdzie później uczył fortepianu. Jego pierwsze próby kompozytorskie odbyły się w 1954, kiedy był zaangażowany w słynne Darmstädter Ferienkurse. Szlifował swoje techniki kompozytorskie, szukając Luciana Berii i Brunona Maderny w Mediolanie. Po sukcesie jego prac takich jak Sonata fortepianowa (1959), wykonywana na festiwalu Domaine w Paryżu, oraz prac zawierających elementy wyboru i prawdopodobieństwa, spędził pewien okres w Ameryce, gdzie spotkał takie figury awangardowe jak Cage, Merce Cunningham czy Robert Rauschenberg. Podsumowaniem jego eksploracji elementów prawdopodobieństwa i zaawansowanej improwizacji ze strony wykonawcy utworu jest cykl Archipels (Archipelagi, 1967-1971). Wiele z jego późniejszych prac rozwija i szlifuje te elementy. Bukureszliew zmarł w Paryżu w 1997 roku, mając 72 lata.

## Nagrody
- Grand Prix Musical de la Ville de Paris, 1976
- Grand Prix National de la Musique, 1984
- Commandeur des Arts et des Lettres
- Chevalier de la Légion d'honneur